# Oxytropis merkensis
Oxytropis merkensis är en ärtväxtart som beskrevs av Aleksandr Andrejevitj Bunge. Oxytropis merkensis ingår i släktet klovedlar, och familjen ärtväxter. Inga underarter finns listade i Catalogue of Life.